# Viceministerio de Gestión Pedagógica del Perú
El Viceministerio de Gestión Pedagógica del Perú es el Despacho Viceministerial dependiente del Ministerio de Educación, en el cual se encarga de proponer políticas, objetivos y estrategias nacionales, educativas y pedagógicas, de las etapas, niveles, modalidades y formas del sistema educativo que gestiona el Ministerio.

## Funciones
- Aprobar los lineamientos de política pedagógica de todas las etapas, niveles y formas del Sistema Educativo.[1]
- Definir, articular, monitorear y evaluar el diseño del currículo básico nacional y otros aspectos del desarrollo curricular nacional.
- Definir y aprobar los planes de formación, capacitación y evaluación del desempeño del personal docente.
- Brindar asesoramiento técnico – pedagógico para la correcta ejecución de la política educativa y pedagógica.
- Proponer y aprobar el seguimiento y evaluación de los factores pedagógicos que influyen en la calidad de la educación.
- Identificar y promover investigaciones de carácter técnico pedagógico.
- Propiciar el uso de nuevas tecnologías de enseñanza y promover la participación de la comunidad.
- Supervisar el funcionamiento de las Oficinas y Direcciones a su cargo.
- Conducir y evaluar los Proyectos Educativos relacionados con el aspecto técnico – pedagógico y con financiamiento externo.
- Establecer coordinaciones intersectoriales y con instituciones de la sociedad civil que actúan a favor de la educación.
- Expedir Resoluciones Viceministeriales sobre asuntos de su competencia.
- Firmar y visar convenios y proyectos, por delegación del señor Ministro, así como documentos pedagógicos relativos al sector, de conformidad con las normas legales vigentes.
- Ejercer facultades y competencias delegadas por el Ministro de Educación.

## Estructura
- Dirección General de Educación Básica Regular
  - Dirección de Educación Inicial
  - Dirección de Educación Primaria
  - Dirección de Educación Secundaria
  - Dirección de Educación Física y Deporte
- Dirección General de Educación Básica Alternativa, Intercultural Bilingüe y de Servicios Educativos en el Ámbito Rural
  - Dirección de Educación Básica Alternativa
  - Dirección de Educación Intercultural Bilingüe
  - Dirección de Servicios Educativos en el Ámbito Rural
- Dirección General de Servicios Educativos Especializados
  - Dirección de Educación Básica Especial
  - Dirección de Educación Básica para Estudiantes con Desempeño Sobresaliente y Alto Rendimiento
- Dirección General de Innovación Tecnológica en Educación
- Dirección General de Desarrollo Docente
  - Dirección Técnico-Normativa de Docentes
  - Dirección de Evaluación Docente
  - Dirección de Promoción del Bienestar y Reconocimiento Docente
  - Dirección de Formación Inicial Docente
  - Dirección de Formación Docente en Servicio
- Dirección General de Educación Superior Universitaria
- Dirección General de Educación Técnico-Productiva y Superior Tecnológica y Artística
- Casa de la Literatura Peruana

## Lista de viceministros
- Segundo Aliaga Araujo
- Esther Gagó Hurtado
- Idel Vexler Talledo (2000-2001)
- Juan Abugattás Abugattás (2001-2002)
- César Rolando Picón Espinoza (2002-2003)
- Juan Chong Sánchez (2003-2004)
- Idel Vexler Talledo (2004-2011)
- José Martín Vegas Torres (2011-2014)
- Flavio Felipe Figallo Rivadeneyra (2014-2016)
- Juan Arrunátegui Gadea (2016)
- Liliana Miranda Molina (2016-2017)
- Guillermo Manuel Molinari Palomino (2017-2018)
- Susana Carola Helfer Llerena (2018-2019)[2]
- Ana Patricia Andrade Pacora (2019-2020)[3]
- Diana Marchena Palacios (2020)
- Killa Sumac Susana Miranda Troncos (2020-)